# Государственный бюджет Древнего Рима
Государственный бюджет Древнего Рима включал следующие расходы и доходы:
Расходы Римской державы: 1) поддержка культа богов, постройка храмов, устройство жертвоприношений и т. п.; 2) сооружение и сохранение общественных зданий и дорог; в республиканское время на это шел определенный процент дохода, императоры строили дороги и др. за счет фиска и трудом солдат; 3) с 406 года до н. э. — жалованье войску; во времена Полибия легионер получал 1200, центурион 2400, всадник 3600 асов ежегодно; при императорах легион стоил ежегодно 1566000 денариев. Сюда следует еще присоединить расходы на наем варваров, вознаграждение ветеранам, укрепление границ, сооружение осадных машин и т. п.; 4) оплата администрации, которая стала требовать больших расходов при императорах, когда увеличилось число чиновников; сюда нужно отнести и расходы на почту, монетный двор, библиотеки, школы и т. п.; 5) ежегодная субсидия (до 80 млн сестерций) для уменьшения хлебных цен и на даровую раздачу хлеба; 6) частые, особенно в императорское время, раздачи масла, вина, мяса или денег римскому плебсу, подарки солдатам и т. п.; 7) правительственная поддержка лиц, не имевших средств на воспитание детей (со времён императоров Нервы и Траяна).
Доходы Римской державы: 1) налог (vectigal) за пользование италийскими общественными землями (ager publicus); 2) принудительные займы (tributum), сообразно цензу лиц, с которых государство брало деньги; расплата производилась из военной добычи; этот tributum с 406 года до н. э. стал постоянным налогом и взимался с земельной собственности, живого и мертвого инвентаря и наличных денег. Со времени завоевания Македонии (168 до н. э.) tributum более не собирался, но, как кажется, Каракалла, распространив римское гражданство на провинциалов, вновь приступил к сбору tributum; 3) налог на провинциалов; 4) отдача на откуп государственных земель в провинциях; 5) налог на наследство, в размере 5%, установленный Августом; 6) сбор с отпускаемых на волю; 7) косвенные налоги: а) таможенные пошлины, в Галлии составлявшие 2½% стоимости ввозимого; б) пошлина с аукционов и продаж, в размере 1%; в) пошлина в 4% с продажи рабов; г) установленный Цезарем сбор с продажи продовольствия в Риме.
Менее значительные доходы получались еще от рудников, чеканки монет, конфискации имуществ, штрафов и т. п. Совершенно не поддается исчислению доход от военной добычи. Финансовая администрация в Риме в республиканское время была плохо организована. Весьма развита была система откупов. Важнейшая перемена в императорский период заключалась в отделении императорского фиска от государственной казны (aerarium).